# Club Atlético Boca Juniors 1908
Questa voce raccoglie le informazioni riguardanti il Boca Juniors nelle competizioni della stagione 1908.

## Stagione
La stagione 1908 si apre subito all'insegna del successo: nella finale della Liga Albión contro il San Telmo, il Boca Juniors si impone 4-1 nella finale, dopo una prima partita rinviata per pioggia. La vittoria consegna al Boca Juniors il suo secondo trofeo della sua storia, dopo la vittoria della Liga Central nel 1906.
Ma il 1908 è soprattutto l'anno in cui il Boca riesce ad ottenere l'affiliazione alla Argentine Football Association, dichiarando di voler disputare le partite casalinghe in un campo a Isla Demarchi (una zona di Buenos Aires vicino al porto), terreno ottenuto a titolo precario dal governo argentino nel luogo dove si trovava la carbonaia Wilson. I dirigenti del Boca hanno l'opportunità di scegliere in che divisione iscrivere la squadra, ed optano per la Segunda División. Il Boca Juniors, da squadra di quartiere, diventa sempre più una realtà importante del calcio argentino, incominciando a scontrarsi con squadre sempre più "di categoria". A tenere i contatti con la Argentine Football Association sono Teodoro Farenga, Bartolomé Garibaldi e Santiago Pedro Sana (l'unico in grado di parlare inglese, la lingua degli organizzatori del torneo). Il campionato del Boca è di alto livello, ma la sua cavalcata verso la promozione si ferma di fronte al Racing. Con l'affiliazione alla AFA, il Boca Juniors ottiene di partecipare anche alla Copa Bullrich, un torneo ad eliminazione diretta riservato alle squadre di seconda divisione (corrispondente alla Copa Competencia per le squadre di Primera).
Il 2 agosto 1908 è il giorno in cui si gioca forse il primo superclásico del calcio argentino contro il River Plate vincendo 2-1 (anche se alcuni sono del parere che si sia disputato già cinque volte fra il 1906 e il 1908), mentre ad ottobre il Boca Juniors effettua la sua prima trasferta internazionale, andando a giocare contro l'Universal in Uruguay: anche qui il Boca si impone con il punteggio di 2-1.

## Maglie e sponsor
Per la prima volta nella sua storia, la maglia del Boca Juniors assume i colori che la contraddistingueranno fino ai giorni d'oggi. Una banda gialla (in questa prima versione, in diagonale) su uno sfondo uniforme di colore blu.
| 1ª divisa |

## Rosa
| N. |                      | Ruolo | Calciatore         |
| -- | -------------------- | ----- | ------------------ |
|    | Argentina (bandiera) | C     | Emilio Bonatti     |
|    | Argentina (bandiera) | C     | Alfredo Canevaro   |
|    | Uruguay (bandiera)   | D     | Luis Cerezo        |
|    | Argentina (bandiera) | P     | Juan De Los Santos |
|    | Argentina (bandiera) | A     | Juan Eloiso        |
|    | Argentina (bandiera) | P/D/A | José Farenga       |
|    | Argentina (bandiera) | ?     | Manuel Feijóo      |
|    | Argentina (bandiera) | A     | Pedro Gianolli     |
|    | Argentina (bandiera) | D/A   | Esteban Mercolino  |

| N. |                       | Ruolo | Calciatore        |
| -- | --------------------- | ----- | ----------------- |
|    | Argentina (bandiera)  | A     | Pedro Moltedo     |
|    | Argentina (bandiera)  | C     | Alberto Penney    |
|    | Argentina (bandiera)  | A     | Arturo Penney     |
|    | Argentina (bandiera)  | D/C   | Máximo Pieralini  |
|    | Gibilterra (bandiera) | A     | Rafael Pratts     |
|    | Argentina (bandiera)  | C     | Juan Priano       |
|    | Argentina (bandiera)  | C     | Guillermo Ryan    |
|    | Argentina (bandiera)  | C     | Marcelino Vergara |

## Calciomercato

### Operazioni esterne alle sessioni
| C   | Emilio Bonatti    |
| C   | Alfredo Canevaro  |
| ?   | Manuel Feijóo     |
| A   | Pedro Gianolli    |
| D/A | Esteban Mercolino |
| D/C | Máximo Pieralini  |
| A   | Rafael Pratts     |

| C/A | Juan Farenga |

## Risultati

### Segunda División

#### Fase a gironi
| Buenos Aires 3 maggio 1908 1ª giornata            | Belgrano Athletic (II) | 1 – 3 referto | Boca Juniors |  |
| \| \| \| \| \| ? \| Marcatori \| Pratts Eloiso \| |                        |               |              |  |
|                                                   |                        |               |              |  |
| ?                                                 | Marcatori              | Pratts Eloiso |              |  |

| Buenos Aires 10 maggio 1908 2ª giornata                   | Boca Juniors | 7 – 0 referto | Bernal |  |
| \| \| \| \| \| Pratts A. Penney Eloiso \| Marcatori \| \| |              |               |        |  |
|                                                           |              |               |        |  |
| Pratts A. Penney Eloiso                                   | Marcatori    |               |        |  |

| Buenos Aires 17 maggio 1908 3ª giornata    | Continental (II) | 1 – 1 referto | Boca Juniors |  |
| \| \| \| \| \| ? \| Marcatori \| Pratts \| |                  |               |              |  |
|                                            |                  |               |              |  |
| ?                                          | Marcatori        | Pratts        |              |  |

| Buenos Aires 24 maggio 1908 4ª giornata                    | Bernal    | 1 – 5 referto          | Boca Juniors |  |
| \| \| \| \| \| ? \| Marcatori \| Pratts Farenga Moltedo \| |           |                        |              |  |
|                                                            |           |                        |              |  |
| ?                                                          | Marcatori | Pratts Farenga Moltedo |              |  |

| Buenos Aires 31 maggio 1908 5ª giornata  | Boca Juniors | 1 – 0 referto | La Plata FC |  |
| \| \| \| \| \| Pratts \| Marcatori \| \| |              |               |             |  |
|                                          |              |               |             |  |
| Pratts                                   | Marcatori    |               |             |  |

| Arbitro: | Alfano |

|           |           |                |
| Grandjeam | Marcatori | Pratts Farenga |

| Buenos Aires 28 giugno 1908 7ª giornata   | Boca Juniors | 1 – 0 referto | Belgrano Athletic (II) |  |
| \| \| \| \| \| Moltedo \| Marcatori \| \| |              |               |                        |  |
|                                           |              |               |                        |  |
| Moltedo                                   | Marcatori    |               |                        |  |

| Arbitro: | Alfano |

|           |           |                |
| Grandjeam | Marcatori | Pratts Farenga |

| Buenos Aires 9 luglio 1908 8ª giornata               | Boca Juniors | 3 – 1 referto | Continental (II) |  |
| \| \| \| \| \| Pratts A. Penney \| Marcatori \| ? \| |              |               |                  |  |
|                                                      |              |               |                  |  |
| Pratts A. Penney                                     | Marcatori    | ?             |                  |  |

| San Isidro 19 giugno 1908 9ª giornata     | San Isidro (II) | 0 – 1 referto | Boca Juniors |  |
| \| \| \| \| \| \| Marcatori \| Bonatti \| |                 |               |              |  |
|                                           |                 |               |              |  |
|                                           | Marcatori       | Bonatti       |              |  |

| Buenos Aires 26 luglio 1908 10ª giornata                | Boca Juniors | 2 – 0 referto | Gimnasia (BA) |  |
| \| \| \| \| \| Al. Penney Ar. Penney \| Marcatori \| \| |              |               |               |  |
|                                                         |              |               |               |  |
| Al. Penney Ar. Penney                                   | Marcatori    |               |               |  |

| La Plata 30 agosto 1908 11ª giornata                                  | La Plata FC | 2 – 2 referto           | Boca Juniors |  |
| \| \| \| \| \| Bavío Carús \| Marcatori \| Pratts .’ (rig.) Pratts \| |             |                         |              |  |
|                                                                       |             |                         |              |  |
| Bavío Carús                                                           | Marcatori   | Pratts .’ (rig.) Pratts |              |  |

| Buenos Aires 13 settembre 1908 12ª giornata     | Boca Juniors | 4 – 0 referto | San Isidro (II) |  |
| \| \| \| \| \| Pratts Cerezo \| Marcatori \| \| |              |               |                 |  |
|                                                 |              |               |                 |  |
| Pratts Cerezo                                   | Marcatori    |               |                 |  |

| Buenos Aires 11 ottobre 1908 13ª giornata                          | Gimnasia (BA) | 2 – 2 referto   | Boca Juniors |  |
| \| \| \| \| \| Capellini Lacove \| Marcatori \| Pratts Gianolli \| |               |                 |              |  |
|                                                                    |               |                 |              |  |
| Capellini Lacove                                                   | Marcatori     | Pratts Gianolli |              |  |

#### Semifinali
| Arbitro: | Campbell |

|  |           |          |
|  | Marcatori | 2’ Frers |

### Copa Bullrich
| Arbitro: | Castro |

|           |           |                       |
| Negri 30’ | Marcatori | 15’ Priano 73’ Pratts |

| Arbitro: | Buchanam |

|  |           |                                                                   |
|  | Marcatori | 2’ Rodríguez 7’ Prandone 53’ Piaggio 65’ Bellinzona 89’ Rodríguez |

## Statistiche

### Statistiche di squadra
| Competizione     | In casa | In casa | In casa | In casa | In casa | In casa | In trasferta | In trasferta | In trasferta | In trasferta | In trasferta | In trasferta | Totale | Totale | Totale | Totale | Totale | Totale | DR  |
| Competizione     | G       | V       | N       | P       | Gf      | Gs      | G            | V            | N            | P            | Gf           | Gs           | G      | V      | N      | P      | Gf     | Gs     | DR  |
| ---------------- | ------- | ------- | ------- | ------- | ------- | ------- | ------------ | ------------ | ------------ | ------------ | ------------ | ------------ | ------ | ------ | ------ | ------ | ------ | ------ | --- |
| Segunda División | 7       | 6       | 0       | 1       | 18      | 2       | 7            | 4            | 3            | 0            | 16           | 8            | 14     | 10     | 3      | 1      | 34     | 10     |     |
| Copa Bullrich    | 1       | 0       | 0       | 1       | 0       | 5       | 1            | 1            | 0            | 0            | 2            | 1            | 2      | 1      | 0      | 1      | 2      | 6      |     |
| Totale           | 8       | 6       | 0       | 1       | 18      | 7       | 8            | 5            | 3            | 0            | 18           | 9            | 16     | 11     | 3      | 2      | 36     | 16     | +20 |

### Statistiche individuali
| Giocatore          | Segunda División | Segunda División | Segunda División | Segunda División | Copa Bullrich | Copa Bullrich | Copa Bullrich | Copa Bullrich | Totale   | Totale | Totale      | Totale     |
| Giocatore          | Presenze         | Reti             | Ammonizioni      | Espulsioni       | Presenze      | Reti          | Ammonizioni   | Espulsioni    | Presenze | Reti   | Ammonizioni | Espulsioni |
| ------------------ | ---------------- | ---------------- | ---------------- | ---------------- | ------------- | ------------- | ------------- | ------------- | -------- | ------ | ----------- | ---------- |
| E. Bonatti         | 3                | 1                | 0                | 0                | 0             | 0             | 0             | 0             | 3        | 1      | 0           | 0          |
| A. Canevaro        | 1                | 0                | 0                | 0                | 0             | 0             | 0             | 0             | 1        | 0      | 0           | 0          |
| L. Cerezo          | 14               | 1                | 0                | 0                | 2             | 0             | 0             | 0             | 16       | 1      | 0           | 0          |
| J.A. De Los Santos | 14               | -10              | 0                | 0                | 2             | -6            | 0             | 0             | 16       | -16    | 0           | 0          |
| J. Eloiso          | 13               | 2                | 0                | 0                | 2             | 0             | 0             | 0             | 15       | 2      | 0           | 0          |
| J. Farenga         | 13               | 2                | 0                | 0                | 2             | 0             | 0             | 0             | 15       | 2      | 0           | 0          |
| M. Feijóo          | 1                | 0                | 0                | 0                | 0             | 0             | 0             | 0             | 1        | 0      | 0           | 0          |
| P. Gianolli        | 1                | 1                | 0                | 0                | 0             | 0             | 0             | 0             | 1        | 1      | 0           | 0          |
| E. Mercolino       | 1                | 0                | 0                | 0                | 0             | 0             | 0             | 0             | 1        | 0      | 0           | 0          |
| P. Moltedo         | 14               | 2                | 0                | 0                | 2             | 0             | 0             | 0             | 16       | 2      | 0           | 0          |
| A.J. Penney        | 13               | 1                | 0                | 0                | 2             | 0             | 0             | 0             | 15       | 1      | 0           | 0          |
| A.P. Penney        | 13               | 3                | 0                | 0                | 2             | 0             | 0             | 0             | 15       | 3      | 0           | 0          |
| M. Pieralini       | 1                | 0                | 0                | 0                | 0             | 0             | 0             | 0             | 1        | 0      | 0           | 0          |
| R. Pratts          | 12               | 21               | 0                | 0                | 2             | 1             | 0             | 0             | 14       | 22     | 0           | 0          |
| J. Priano          | 14               | 0                | 0                | 0                | 2             | 1             | 0             | 0             | 16       | 1      | 0           | 0          |
| G. Ryan            | 13               | 0                | 0                | 0                | 2             | 0             | 0             | 0             | 15       | 0      | 0           | 0          |
| M. Vergara         | 13               | 0                | 0                | 1                | 2             | 0             | 0             | 0             | 15       | 0      | 0           | 1          |